# Ponte Korabel'nyj
Il ponte Korabel'nyj è un ponte sul fiume Moika nel distretto Admiraltejskij di San Pietroburgo, che collega le isole Novo-Admiraltejskij e Matisov.

## Posizione
Situato sul territorio dello stabilimento "Admiralty Shipyards".
Il Ponte Chrapovickij si trova a monte.

## Nome
Il ponte prende il nome dall'argine Korabelnaya che esisteva in questo luogo. Il nome è stato dato il 4 luglio 1977.